# Mohy Sándor
Mohy Sándor, eredeti családneve Muhi, szignója Mo. (Dercen, 1902. március 23. – Kolozsvár, 2001. augusztus 11.) erdélyi magyar festőművész, egyetemi tanár, Kolozsvár díszpolgára. Muhi Sándor apai nagybátyja.

## Életpályája
1902-ben született Dercenben (egykori Bereg vármegye, ma Ukrajna), Muhi Sándor és Lánczy Erzsébet fia. 1910-től a család Szatmáron lakott, elemi iskolai tanulmányait a Wesselényi utcai állami iskolában végezte, középiskolai tanulmányait a  Szatmári Református Gimnáziumban.
Érettségi után különböző alkalmi munkákat vállalt, ebben az időben elsősorban a szobrászat kötötte le. Tehetségét a szatmári festőművész, Litteczky Endre fedezte fel, tőle sajátította el az olajfestés technikáját. Ezekben az években megismerkedett Papp Auréllal is, aki rövidesen nyilvánossághoz juttatta. 1924 és 1925 nyarán Pirk Jánossal a nagybányai festőiskolát látogatta, ahol nagy hatással volt rá Thorma János, Ziffer Sándor és Ferenczy Károly festészete. 1926–1929 között a Kolozsvári Képzőművészeti Iskola növendéke volt, ahol rajztanári oklevelet szerzett. 1929-ben részt vett a bukaresti Hivatalos Szalon tárlatán. 1931-től néhány évig óraadó tanár volt a Szatmári Református Gimnáziumban. 1933-ban festőiskolát nyitott Szatmáron a saját műtermében. 1936-ban megnősült, ugyanebben az évben Papp Auréllal Felsőbánya környékén festett. 1937-ben Désre költözött, ahol végleges tanári kinevezést kapott az Andrei Mureșianu Líceumba. Itt változtatta meg a nevét Muhi Sándorról Mohy Sándorra.
Désen festészeti szabadiskolát szervezett, egy évre rá egyéni kiállítást rendezett. 1941-től a Barabás Miklós Céh tagja lett. A háború utáni években számos közös kiállításon szerepelt munkáival. 1949–1970 között a kolozsvári Ion Andreescu Képzőművészeti Főiskola festészeti tanszékén tanított, 1967-től a főiskola prorektora lett.
1977-ben a bukaresti Dallas Teremben rendezték meg gyűjteményes kiállítását, amelyet még a következő városokban mutattak be: Bákó, Iași, Roman, Sepsiszentgyörgy, Kézdivásárhely, Kolozsvár, Marosvásárhely. Ebben az évben jelent meg a Meridiane Könyvkiadónál Neogiță Lăptoiu Mohy-kismonográfiája. 1981-ben jelent meg a Dacia Könyvkiadónál Műhelynaplója, amely válogatott írásait tartalmazza a családról, fiatalkori emlékekről, barátokról, festőtársakról, a művészetről. Majdnem száz évet élt, az utolsó hetekig, hónapokig festett. 1999-ben Kolozsvár díszpolgára lett. Sírja a kolozsvári Házsongárdi temetőben van.

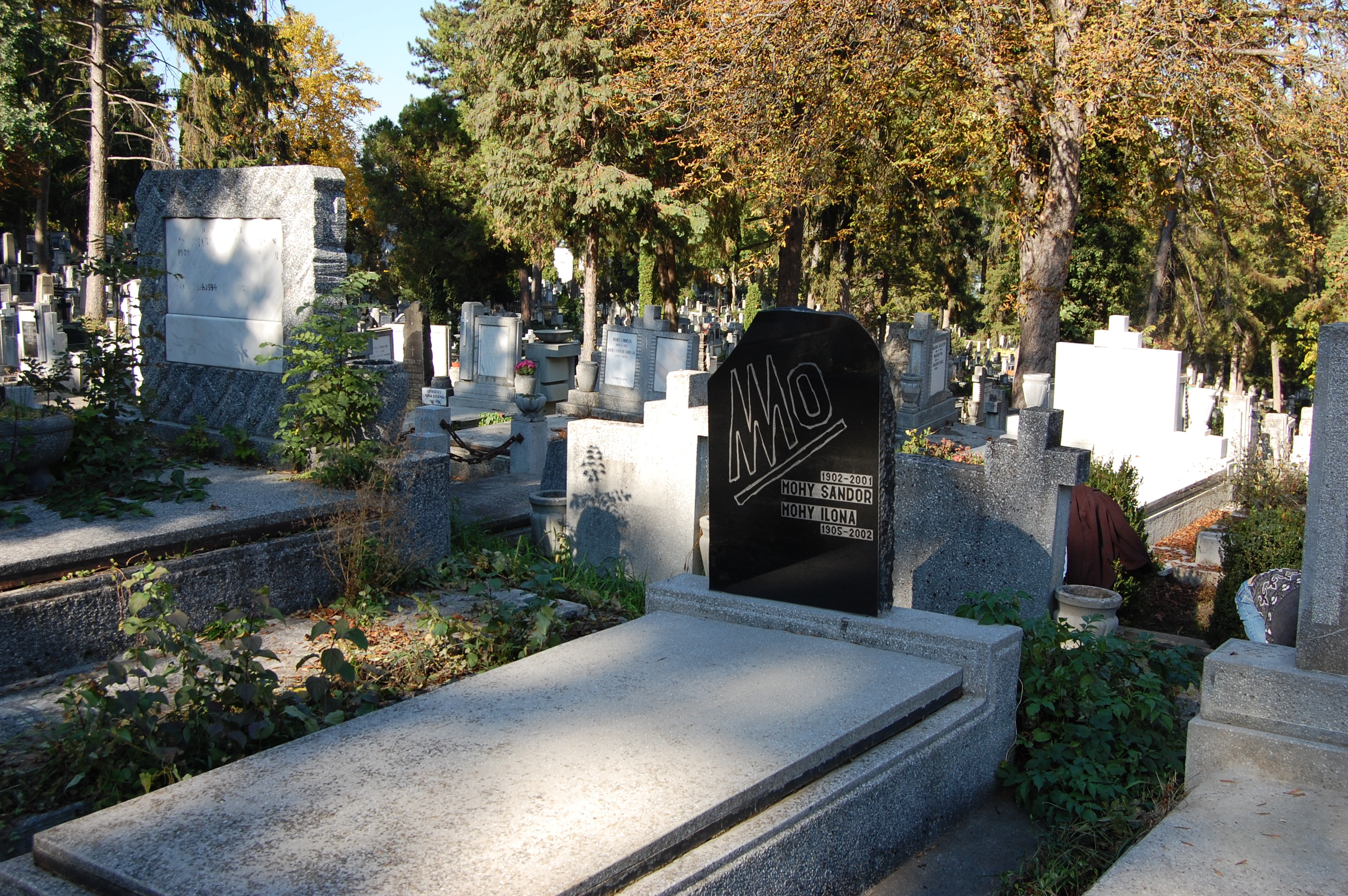
Sírja a Házsongárdi temetőben

## Válogatott írásai
- Még egyszer a könyvillusztrációkról. (Incze János Dés rajzai) Utunk, 1957/50
- Görbe tükör, (Karikatúrák a kolozsvári tartományi tárlatról). Új Élet, 1962/8
- Ars longa, vita brevis. Utunk 1972/19
- Festészetről. 1972. Korunk 1974/2
- Tegnapi kövek, mai utak. Előre, 1978. március 8.
- Petre Abrudan. Utunk, 1979/22.
- Műhelynapló, Dacia Könyvkiadó, Kolozsvár, 1981.

## Emlékezete
Születésének 110. évfordulója alkalmából emléktáblát avattak és emlékkiállítást rendeztek tiszteletére a szatmárnémetiek. (2012. március 23.)

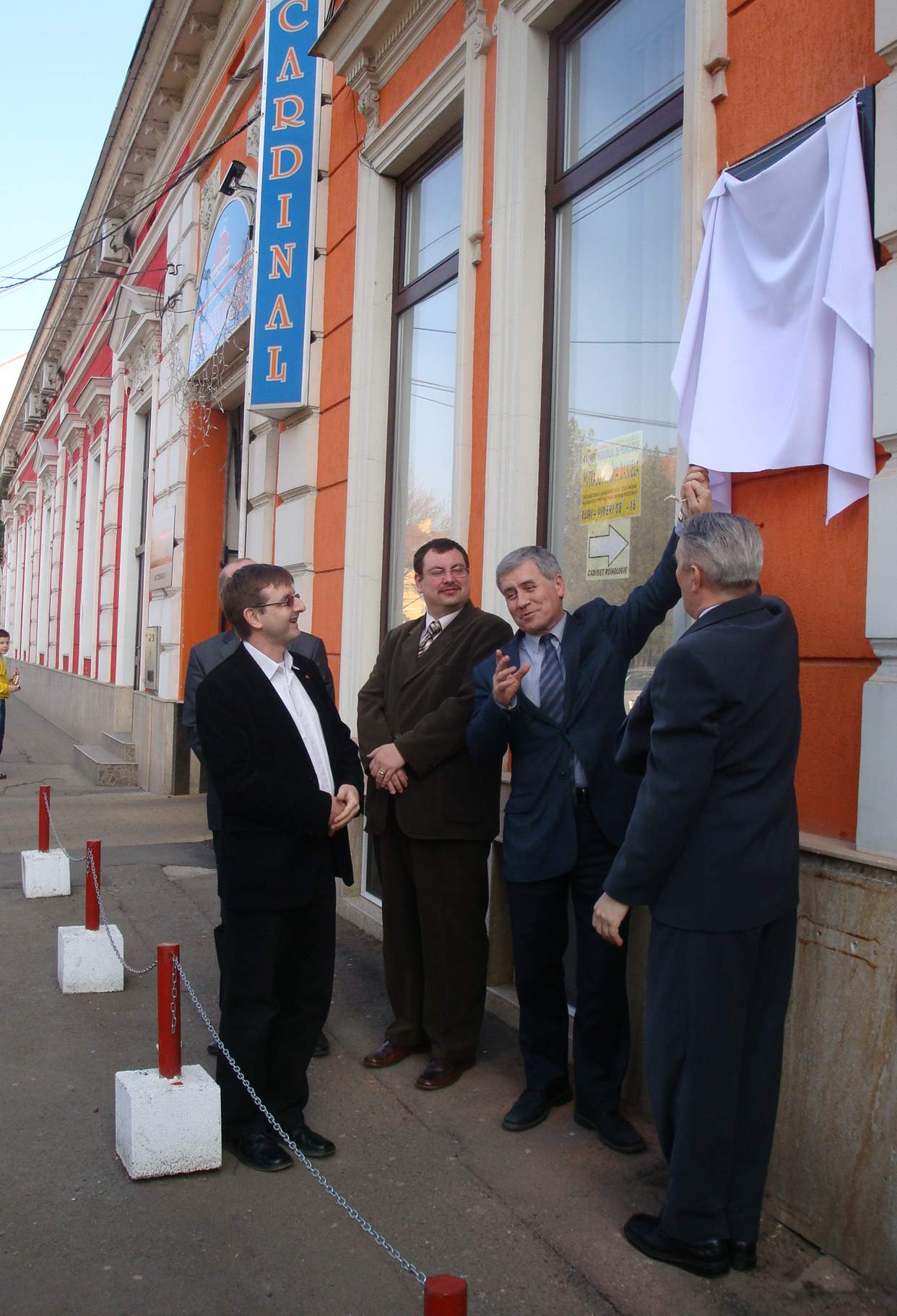
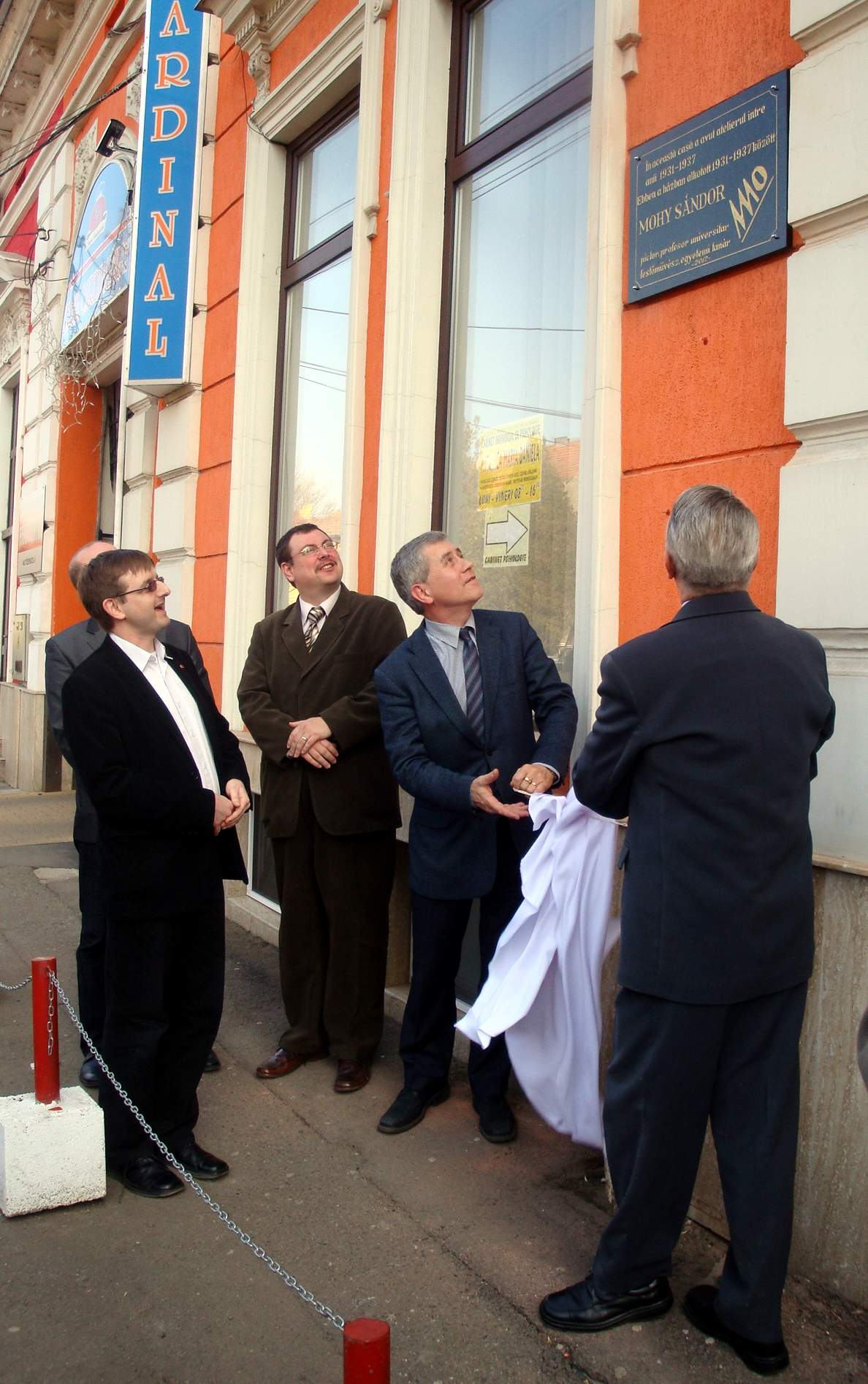
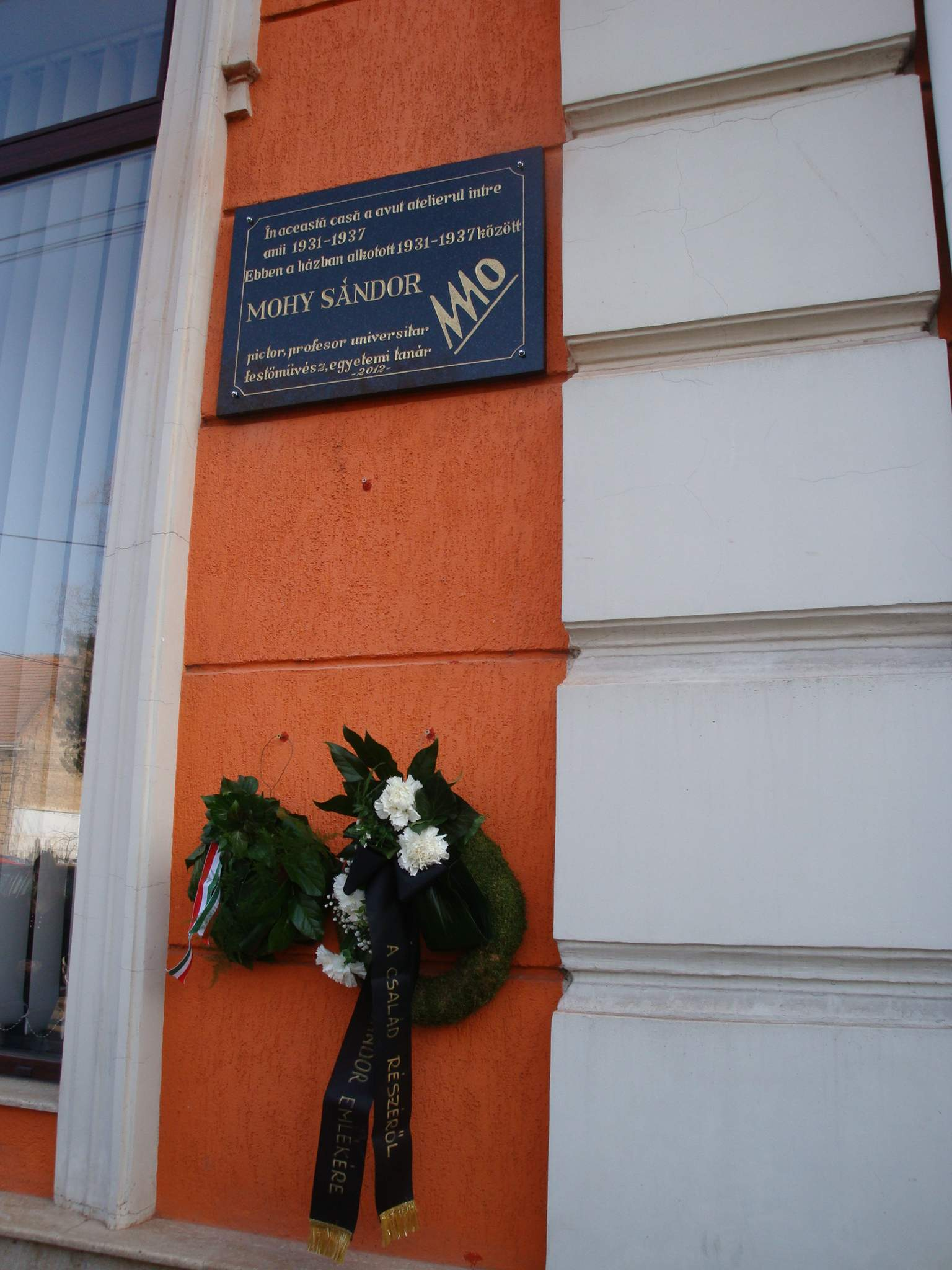
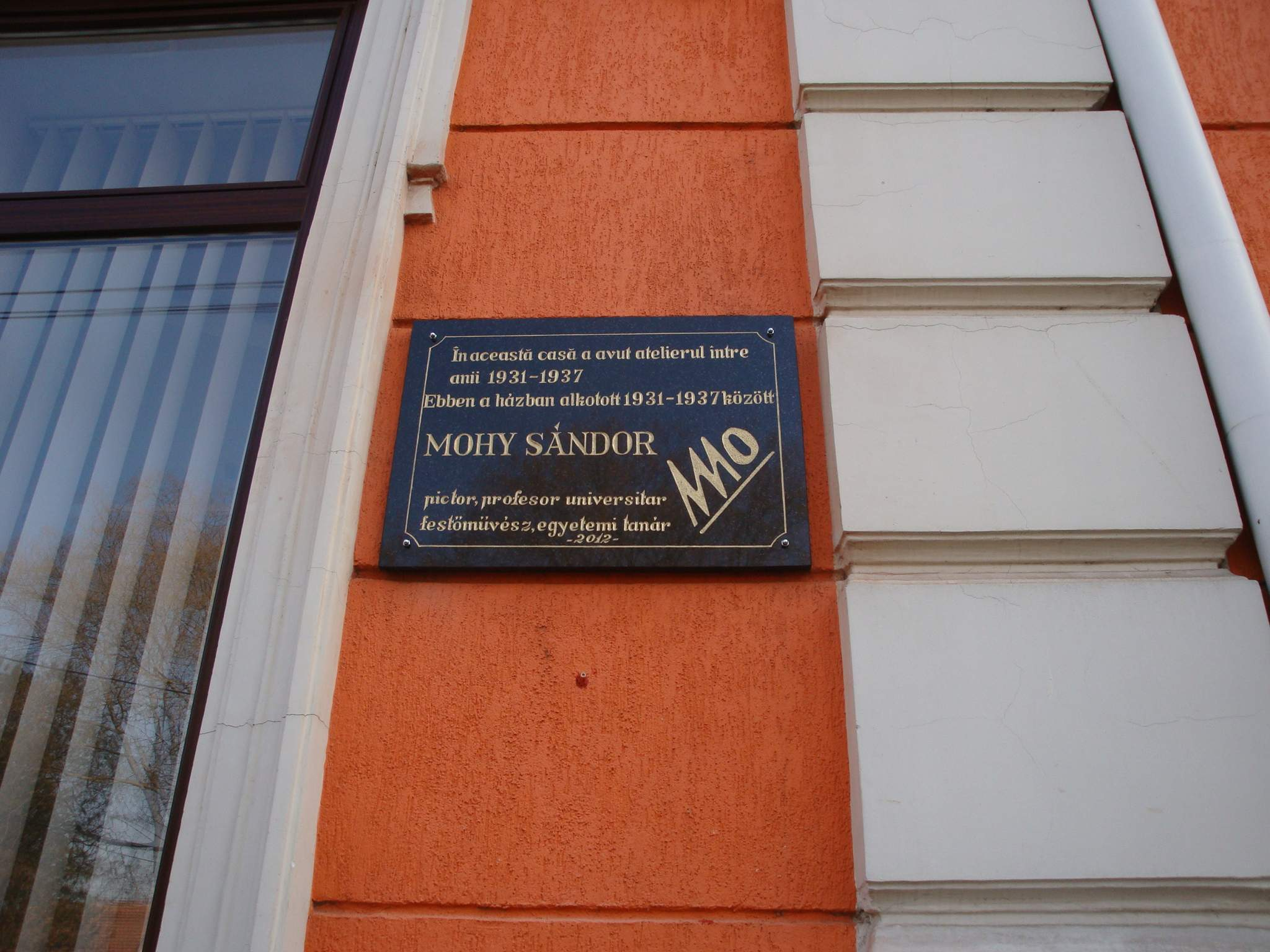

## Kitüntetések, díjak
- 1959-ben első díjat nyert a Kőfaragók című festményével a Művészet című folyóirat országos pályázatán
- Munkaérdemrend III. fokozata (1964)
- A Kulturális Érdemrend IV. fokozata (1968)
- Kolozsvár díszpolgára (1999)